# Åserum
Åserum är en herrgård i Nykils socken i Östergötland.

## Historia
Åserum är en gård som i äldre tider har tillhört släkten Stålhandske. Gården byggdes 1648 om till säteri av von Schönfeld. År 1680 ägdes gården av ryttmästaren Georg von Schönfelt (död 1676) och sedan av änkan Anna von Scheiding (död 1688). Åserum ägdes sedan av deras måg ryttmästaren Mathias Gyllentrost (död 1684) och från 1700 av kaptenen Samuel Engelcrona (död 1706). Därefter ägdes gården av häradshövdingen Isak Kock och från 1760 av hans arvingar. År 1818 tog kaptenen Bengt Kocken och Printzenstierna över gården och 1849 Anders Andersson. Andersson sålde gården på 1860-talet till Karl Jakobsson.